# Newbury
För andra betydelser, se Newbury (olika betydelser).

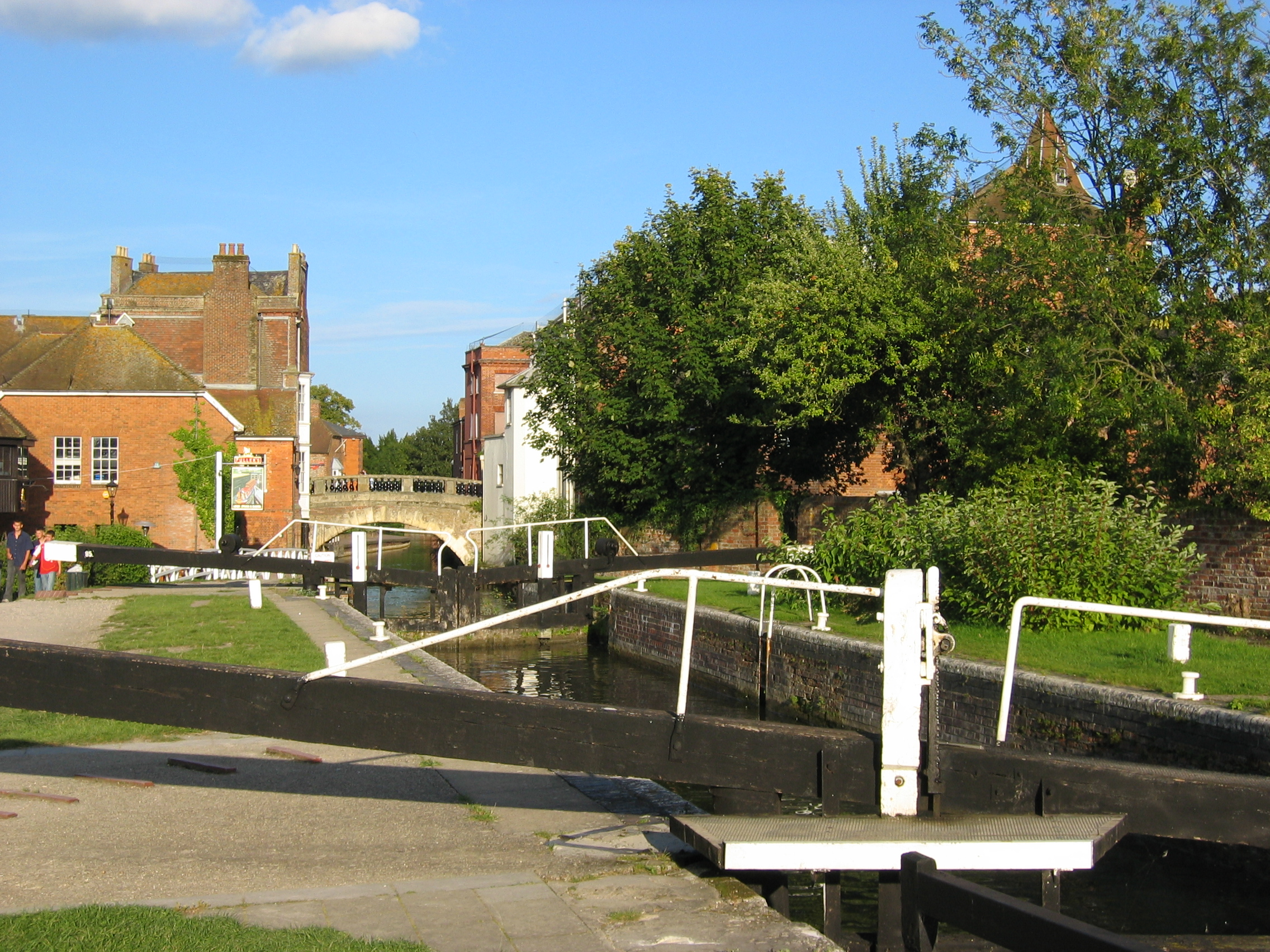
Kennet and Avon Canal passerar genom centrala Newbury.

Newbury är en stad och civil parish i grevskapet Berkshire i södra England. Staden är huvudort i enhetskommunen West Berkshire och ligger vid floden Kennet. Den ligger cirka 39 kilometer söder om Oxford och cirka 25,5 kilometer väster om Reading. Tätorten (built-up area) hade 42 265 invånare vid folkräkningen år 2021.